# 諏方頼辰
諏訪 頼辰（すわ よりとき、? - 天正10年3月2日（1582年4月4日〉）は戦国時代の武将。諏訪満隣の三男で、諏方頼忠の弟。武田信玄・勝頼に仕える。通称は勝左衛門尉。
高遠城の戦いにおいて、高遠城主・仁科盛信の指揮下で妻の「はな」と共に勇戦し、共に散華したことで知られる。

## 生涯
天文11年（1542年）、諏方郡上原城主で従兄弟の諏方頼重と諏方社(上社)大祝・諏方頼高が、武田信玄によって甲斐府中で自害させられる。頼辰の父で頼重の叔父である満隣は頼重を助けるが、頼重没後に高遠頼継、矢島満清らが諏方郡と諏方社大祝を求めて武田氏に対して反乱を起こすと、満隣は頼重の遺児・千代宮丸（寅王丸）を擁立して対抗し、9月には武田氏の助力を得てこれを撃破した。同年には伊奈郡福与城主・藤沢頼親攻めの案内役を務めている。
天正10年（1582年）2月、織田信長の武田征伐が始まり、信長の嫡子である織田信忠率いる大軍が武田領に攻め込む（甲州征伐）と、頼辰は伊奈郡高遠城主・仁科信盛に属して籠城し、小山田昌成、小山田大学助、渡辺照らと共に討死した（高遠城の戦い）。妻の「はな」も華々しく戦い、壮絶な最期を遂げたと史料に記されている。